# Ottorino Sartor
Scipioni Ottorino Sartor Espinoza (Chancay, Perú, 18 de septiembre de 1944-Chancay, 2 de junio de 2021) fue un futbolista peruano de ascendencia italiana. Jugaba de guardameta y formó parte de la selección de fútbol del Perú que ganó la Copa América 1975.

## Trayectoria
Se inició en el Juventud Torre Blanca de Chancay. En 1961 pasó a Association Chorrillos y en 1963 a Defensor Arica, ambos de la segunda división del Perú. Con Arica obtuvo el ascenso a primera división en 1964 y el subtítulo nacional en 1969. 
Posteriormente atajó en el José Gálvez de Chimbote actuando junto a Luis La Fuente, César Cueto, Mariano Loo, Rubén Techera, entre otros. En 1973 atajó por el Atlético Chalaco, en 1975 por Universitario de Deportes y en 1976 defendió las sedas del Colegio Nacional de Iquitos. Luego pasó por el Coronel Bolognesi de Tacna, Asociación Deportiva Tarma y Sport Boys. Atajó en la Copa Libertadores 1982 por el Deportivo Municipal.
Sartor terminó su carrera en Juventud La Joya en 1986.

## Selección peruana
Fue internacional con la selección de fútbol del Perú en 27 partidos entre 1966 y 1979. Fue el arquero titular en la Copa América 1975 donde la selección peruana logró el título bajo la dirección técnica de Marcos Calderón.
También formó parte del plantel peruano en el Mundial Argentina de 1978.

### Participaciones en Copas del Mundo
| Mundial                        | Sede      | Resultado        |
| ------------------------------ | --------- | ---------------- |
| Copa Mundial de Fútbol de 1978 | Argentina | Cuartos de final |

### Participaciones en Copa América
| Torneo            | Sede          | Resultado |
| ----------------- | ------------- | --------- |
| Copa América 1975 | Sin sede fija | Campeón   |

## Clubes
| Club                        | País | Año       |
| --------------------------- | ---- | --------- |
| Juventud Torre Blanca       | Perú | 1960      |
| Association Chorrillos      | Perú | 1961-1962 |
| Defensor Arica              | Perú | 1963-1971 |
| José Gálvez                 | Perú | 1972-1973 |
| Atlético Chalaco            | Perú | 1974      |
| Universitario de Deportes   | Perú | 1975      |
| Colegio Nacional de Iquitos | Perú | 1976-1978 |
| Coronel Bolognesi           | Perú | 1979      |
| Asociación Deportiva Tarma  | Perú | 1980      |
| Sport Boys                  | Perú | 1981      |
| Deportivo Municipal         | Perú | 1982      |
| Sport Boys                  | Perú | 1983      |
| Juventud La Joya            | Perú | 1984-1986 |

## Palmarés

### Copas internacionales
| Título       | Equipo             | País          | Año  |
| ------------ | ------------------ | ------------- | ---- |
| Copa América | Selección del Perú | Sin sede fija | 1975 |

### Copas nacionales
| Título           | Equipo         | País | Año  |
| ---------------- | -------------- | ---- | ---- |
| Segunda División | Defensor Arica | Perú | 1964 |

## Vida personal
Fue hijo del italiano Ottorino Sartor y de la huallanquina Olinda Espinoza. Su padre viajó al Perú escapando de la guerra.